# Кеннард (Індіана)
Кеннард (англ. Kennard) — місто (англ. town) в США, в окрузі Генрі штату Індіана. Населення — 451 особа (2020).

## Географія
Кеннард розташований за координатами 39°54′25″ пн. ш. 85°31′20″ зх. д. / 39.90694° пн. ш. 85.52222° зх. д. (39.906998, -85.522087).  За даними Бюро перепису населення США в 2010 році місто мало площу 1,09 км², з яких 1,09 км² — суходіл та 0,00 км² — водойми.

## Демографія
Згідно з переписом 2010 року, у місті мешкала 471 особа в 160 домогосподарствах у складі 121 родини. Густота населення становила 432 особи/км².  Було 181 помешкання (166/км²).
Расовий склад населення:
| - 99,2 % — білих - 0,6 % — азіатів |

До двох чи більше рас належало 0,2 %. Частка іспаномовних становила 0,0 % від усіх жителів.
За віковим діапазоном населення розподілялося таким чином: 30,6 % — особи молодші 18 років, 56,9 % — особи у віці 18—64 років, 12,5 % — особи у віці 65 років та старші. Медіана віку мешканця становила 34,3 року. На 100 осіб жіночої статі у місті припадало 104,8 чоловіків;  на 100 жінок у віці від 18 років та старших — 91,2 чоловіків також старших 18 років.
Середній дохід на одне домашнє господарство  становив 42 521 долар США (медіана — 36 563), а середній дохід на одну сім'ю — 40 405 доларів (медіана — 36 875). Медіана доходів становила 40 795 доларів для чоловіків та 33 125 доларів для жінок. За межею бідності перебувало 24,6 % осіб, у тому числі 42,7 % дітей у віці до 18 років та 6,1 % осіб у віці 65 років та старших.
Цивільне працевлаштоване населення становило 143 особи. Основні галузі зайнятості: освіта, охорона здоров'я та соціальна допомога — 35,7 %, виробництво — 21,0 %, будівництво — 7,7 %, транспорт — 7,0 %.